# Kerkpad (Soest)
Het Kerkpad is een straat aan de westzijde van Soest in de Nederlandse provincie Utrecht.
Het Kerkpad was oorspronkelijk een zandpad, in 1569 Padde genoemd, waaraan de boerderijen van de Soester Brink stonden. De voorzijden van de boerderijen waren dan ook gericht op het pad en de achterliggende Soester Engh. Via dit pad, dat doorliep tot de tegenwoordige Grothestraat, ging men ter kerke.

## Kerkpad Noordzijde en Kerkpad Zuidzijde
In 1852-1853 werd de rooms-katholieke Petrus en Pauluskerk gebouwd waardoor het Kerkpad werd gesplitst in een Kerkpad-Noordzijde en een Kerkpad-Zuidzijde. De bebouwing van de Noordzijde bestaat meest uit achttiende-eeuwse boerderijen. De bebouwing van de Zuidzijde bestaat meest uit achttiende- en negentiende-eeuwse boerderijen.